# Richard Grenell
Richard Grenell   (Michigan, 18 de setembre de 1966) és un comentarista i exdiplomàtic estatunidenc. Ha sigut el portaveu dels EUA a les Nacions Unides que ha durat més anys. Grenell també va servir breument com a portaveu de seguretat nacional per Mitt Romney en la campanya presidencial de 2012, quan va convertir-se en el primer portaveu homosexual d'un candidat presidencial republicà. Va renunciar després de la pressió dels conservadoristes socials.

## Carrera
El 2001 Grenell va ser nomenat pel president George W. Bush com a director de comunicacions i relacions públiques del representant permanent dels Estats Units davant de les Nacions Unides. Ha ocupat aquest càrrec fins al 2008 i ha esdevingut el portaveu dels EUA amb més anys de servei a les Nacions Unides, assessorant quatre ambaixadors diferents. Durant el seu mandat, Grenell va portar estratègies de comunicació sobre qüestions com ara la guerra contra el terrorisme, les operacions de manteniment de la pau mundial, l'Iran i els programes d'armes nuclears de Corea del Nord, i l'escàndol de corrupció del programa Oil-for-Food.
Abans del seu càrrec a l'ONU, Grenell va ser assessor polític de diversos destacats polítics republicans, incloent-hi George Pataki i Dave Camp.
El 2009 Grenell va fundar Capitol Media Partners, un mitjà i consultoria internacional amb oficines a Los Angeles, San Francisco, Nova York i Washington DC. Té un contracte amb Fox News, on és un "col·laborador" sobre afers estrangers i mitjans de comunicació. Ha escrit per a The Wall Street Journal, CBS News, CNN, Politico, Huffington Post, The Washington Times, NewsMax i Al-Jazeera. El 2012 la CNN va classificar com un dels cinc assessors republicans amb més ressò a les xarxes socials, i la revista Time va nomenar Grenell com un dels deu millors polítics a Twitter de 2014.
El 2013 Grenell va ser signatari d'un escrit amicus curiae presentat davant de la Cort Suprema a favor del matrimoni entre persones del mateix sexe durant el cas Hollingsworth v. Perry.

## Vida personal
Grenell és una inscrit al Partit Republicà. És màster en administració Pública per l'Escola John F. Kennedy de la Universitat Harvard i està graduat en administració i governança per la Universitat Evangel. El juny de 2013 Grenell va revelar que havia estat diagnosticat amb limfoma no hodgkinià i va començar la quimioteràpia. El setembre de 2013 Grenell va anunciar que estava lliure de càncer.